# Bitva u Žlutic
Bitva u Žlutic se odehrála patrně v druhé půli listopadu roku 1421 na kótě 693 Vladař, stojící přibližně 5 km jihovýchodně od města Žlutice. Husité pod velením slepého hejtmana Jana Žižky se zde tři dny úspěšně bránili početně silnějšímu vojsku pánů z plzeňského landfrýdu a vojákům pod velením saského šlechtice, majitele Kynžvartu Jindřicha z Plavna. Třetího dne, kvůli nedostatku proviantu, prorazili obklíčení a stáhli se do Žatce.

## Předehra
O válečné aktivitě slepého husitského hejtmana Jana Žižky na podzim roku 1421 neexistuje mnoho historických svědectví. Jeho list Domažlickým je opatřen datem 12. září, a pokud datován správně, je pravděpodobné, že formoval nové jednotky pro boj proti vojskům druhé křížové výpravy. Avšak Husitská kronika literáta Vavřince z Březové jeho jméno zmiňuje teprve ke konci měsíce, kdy vyprostil z obležení Lomnici, vypálil některé tvrze na levém břehu Vltavy a dobyl Soběslav, kde vypálil rožmberský zámek a pobořil zdi města i kostela. 14. října pak udeřil na tvrz Ostrov ležící na řece Nežárce, kterou v pozdním létě ovládli adamité. Po tvrdém boji zde zajal na čtyři desítky mužů a žen, jež dal zanedlouho upálit. O několik dní později si Žižkovu pozornost vysloužil hrad Krasíkov, který oblehly jednotky plzeňského landfrýdu. Tato pevnost byla dříve majetkem bývalého velitele plzeňského landfrýdu Bohuslava ze Švamberka, jenž se jako spojenec právě nacházel u Žižkova vojska. Akce, jež měla pevnost uvolnit, však nebyla úspěšná, neboť oblehatelům přitáhl na pomoc oddíl Jindřicha z Plavna a jediným, čeho se husitům podařilo před ústupem dosáhnout, byla dodávka zásob obleženým. Po nezdaru se Žižka stáhl ke Klatovům, které opustil kolem 10. listopadu v čele 1500 pěších a 400 jízdních ozbrojenců. Z dochovaných pramenů je patrné, že vpád směřující na Plzeňsko se setkal se silným odporem připraveného nepřítele.

## Bitva

### Zprávy současníků
Nejdůležitější písemný pramen, který se vztahuje k událostem z konce listopadu 1421, je zaznamenán v Husitské kronice mistra artistické fakulty pražské university a přímého účastníka husitských válek Vavřince z Březové. 
| „                    | Ale když přitáhl svrchuuvedený pan z Plavna s několika sty koní, pospíšil Žižka se svým houfem k Žatci; nepřátelé, totiž plzeňské vojsko s panem z Plavna, ho neustále pronásledovali a na pochodě sváděli vzájemně velmi často bojové šarvátky. A když přitáhl Žižka se svými lidmi blízko Žlutic k hoře zvané Vladař, a vyjel na ni se svými vozy a jezdci, obklopil se a své lidi vozy, a připraviv děla, mužně se proti nepřátelům bránil, třebas byl spolu se svými trápen nepohodou povětří, mrazem, vichřicí a hladem. Tři dni však se mužně bránili a nepřátelé neměli volný výstup na horu. A po třech dnech sestoupili pro hlad lidí a koní s hory a mocnou rukou táhli k Žatci; a Žatečtí jim vytáhli naproti a dovedli je až do svého města. | “ |
| — Vavřinec z Březové | |   |

 Kromě tohoto díla se o bitvě zmiňuje i kratičký Žižkův životopis, jenž sepsal neznámý autor pravděpodobně v období panování krále Jiřího z Poděbrad, pojmenovaný Kronika velmi pěkná o Janu Žižkovi čeledínu krále Václava. 

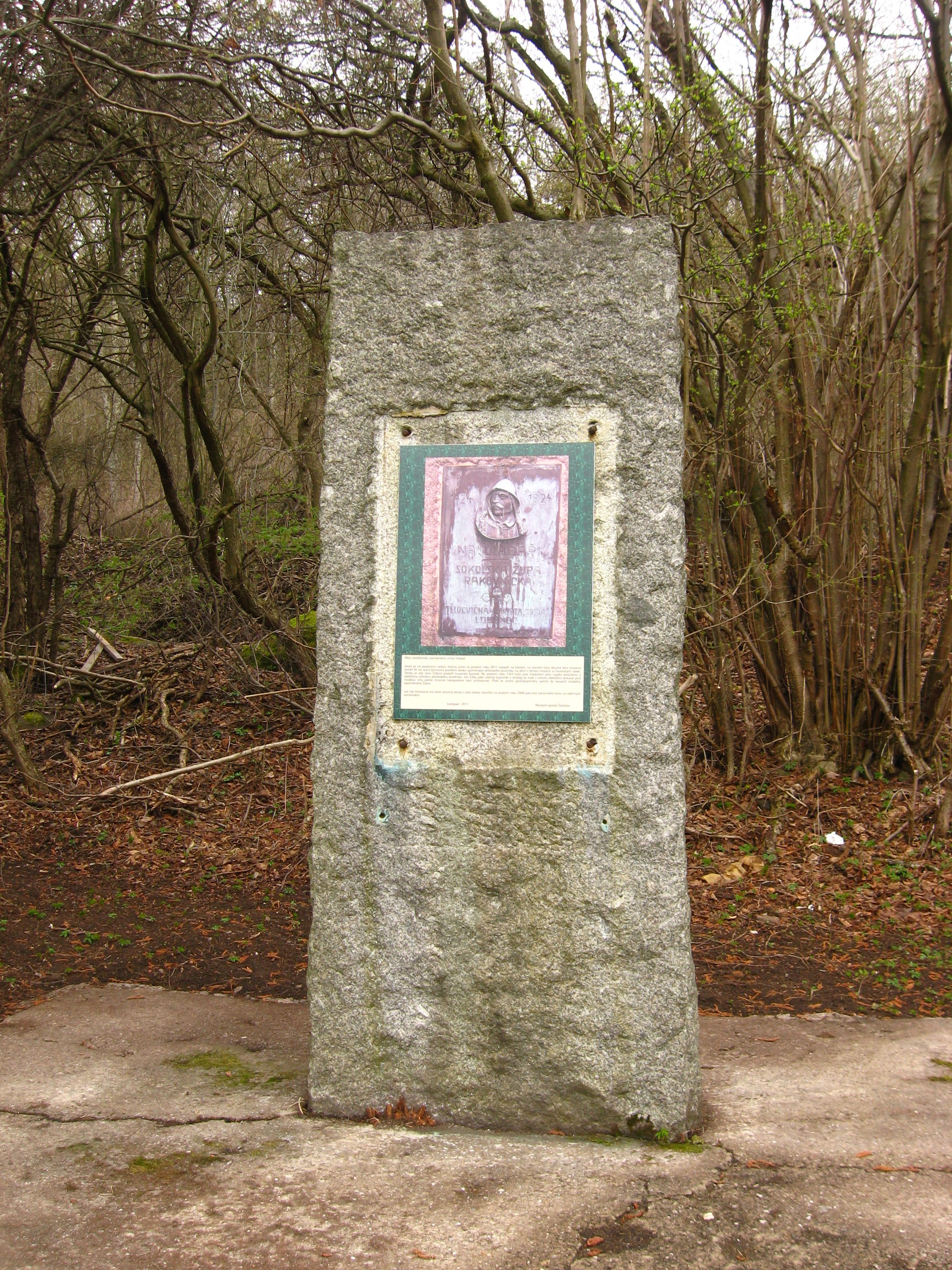
Pomník pod Vladařem připomínající bitvu

| „                                    | Potom Žižka, uzdravený, ale slepý na obě oči, táhl na Plzeňsko. A tu se proti němu shromáždili Čechové a Němci. A tu se Žižka u Plané bil. A když mu bylo velmi těžko, odtáhl plně ozbrojen několik mil. A tu se zbavil nepřátel a odjel s vojskem na velmi vysokou horu. A také tu bylo na obou stranách mnoho padlých. | “ |
| — Kronika velmi pěkná o Janu Žižkovi | |   |

### Pravděpodobný průběh
Podle těchto záznamů lze předpokládat, že první větší střetnutí obě strany svedly u Plané. Není známo, kdo dosáhl vítězství, nicméně po rozhodnutí boje vyrazily táborské oddíly zpět k mocenské základně husitů v Žatci. Za častých potyček s protivníkem prošly přes Bezdružice a Nečtiny a přibližně 5 km jihovýchodně od Žlutic vyhledaly útočiště na vrchu jménem Vladař. Jelikož podle písemných pramenů není možno odhadnout v jakém časovém úseku se pochod zúčastněných vojsk odehrával, nelze také určit, zda tak Jan Žižka učinil aby vyhledal vhodné místo pro noční odpočinek, nebo byl dostižen hlavním protivníkovým vojskem. Na svahu či vrcholu homolovitého čedičového kopce husité postavili vozovou hradbu a tři dny zdařile odráželi protivníkovy útoky. Podle popisu Vavřince z Březové je zřejmé, že trpěli značnou nepřízní počasí, ale tato okolnost hrála v neprospěch i pro jejich protivníka. Větší problém než vichřice a mráz pro husity představoval nedostatek proviantu. Třetího dne se jejich situace patrně stala kritickou a slepý hejtman se proto rozhodl vést protiútok s úmyslem prorazit obklíčení a pokračovat k Žatci. Je pravděpodobné, že přípravy k této úspěšné akci i boj samotný probíhaly až po soumraku, neboť jedině tak mohli husité dosáhnout překvapení a nejefektivnějšího výsledku.

## Důsledky
Nelze jednoznačně posoudit z jakého důvodu katoličtí páni nepokračovali ve stíhání, je však pravděpodobné, že příčinou byla únava po třídenním boji v těžkých podmínkách. Snad měli také informace o oddílu, jenž husitům vyrazil na pomoc z Žatce. V jeho doprovodu táborité dorazili až do města, kde již na Jana Žižku čekala výzva z Prahy, aby se připojil k tažení proti vojskům druhé křížové výpravy, která se připravovala překročit moravsko-české hranice.